# 23 (Bushido e Sido)
23 è un album in collaborazione dei due rapper tedeschi Bushido e Sido. L´album è uscito il 14 ottobre del 2011 attraverso l´etichetta discografica Sony BMG / Columbia Records in tre versioni: Standard, Premium e Deluxe.

## Contenuto
Bushido e Sido, due rapper di maggior successo del´Hip hop tedesco,sono stati dal 2004 al 2011 in Beef nel mondo del hip hop.
Agli inizi del 2011 si sono lasciati tutto alle spalle e hanno iniziato a lavorare al progetto 23. L´album in collaborazione rappresenta il 23º disco musicale che i due rapper insieme hanno prodotto in tutta la loro carriera.

## Produzione
Il disco è stato prodotto da produttori famosi in Germania come Bushido, Sido, Beatzarre, Djorkaeff, DJ Desue e Paul NZA.

## Successo e Singoli
Il disco ha avuto una buona posizione nella Media Control Charts ovvero 3º posto.
I singoli estratti dal disco sono So mach ich es (GER #23) e Erwachsen sein (GER #29).

## Tracce
Versione Standard
1. Intro – 0:58
2. Mit nem Lächeln – 3:24
3. Und schon wieder – 3:20
4. So mach ich es – 3:40
5. Willy 1 (Skit) – 1:03
6. Engel links Teufel rechts – 3:55
7. Auch wenn es manchmal regnet – 3:23
8. Erwachsen sein (feat. Peter Maffay) – 4:07
9. Bring mich heim (feat. J-Luv) – 4:11
10. Ein Märchen – 3:49
11. Willy 2 (Skit) – 0:58
12. Haus aus Gold – 3:08
13. Schattenseiten – 3:27
14. 23 – 3:19
15. Verriegel deine Tür – 2:53
16. Kopf kaputt – 3:14
17. Schöne neue Welt (feat. Kay One) – 3:47

Tracce bonus della versione Premium
1. Gib nicht auf – 3:24
2. Crossroad (feat. Ajani) – 3:58
3. Bonny's Ranch – 3:37

Tracce bonus della versione Deluxe
1. Wenn ich groß bin – 2:57
2. Brille bitte kommen sie – 3:48
3. Wer bist du denn schon – 2:41